# Alice Hohermann
Alice Hohermann, appelée aussi Alicja Hoherman, née le 29 juillet 1902 à Varsovie et morte le 21 juillet 1943 à Auschwitz, est une artiste peintre polonaise d'origine juive, déportée et assassinée par les nazis.

## Biographie
Alice Hohermann naît le 29 juillet 1902 à Varsovie en Pologne, elle est la fille d'un industriel peu pratiquant. À dix-neuf ans, elle contracte un mariage mais divorce peu de temps après. Elle commence ses études d'art à l'Académie des beaux-arts de Varsovie, se rend à Paris en 1921 et poursuit ses études à l'École de Paris d'où elle envoie de l'argent à sa famille. Depuis 1925, elle participe aux expositions de la Société juive de promotion des arts à Varsovie. De 1926 à 1939, elle expose ses peintures à Paris au Salon des artistes indépendants, au Salon des Tuileries, au Musée du Montparnasse et au Salon d'Automne,. Ses photos ont également été exposées à Londres et à New York.
Alice Hohermann peint principalement à la tempera et à la gouache, dans des tons clairs, avec de grandes zones bien définies rappelant l'art de l'affiche des années 1930. Elle crée également des images de motifs bibliques. Sa peinture, attribuée à l'École de Paris, est principalement consacrée aux portraits de femmes et d'enfants et est attribuée à l'Art déco,.
En tant que Juive menacée, elle essaye d'émigrer vers le Brésil après 1939 mais le visa d'entrée lui est refusé. Un ami lui obtient alors un visa pour le Mexique.
À Paris, début 1941, elle vit dans la misère. Jacques Biélinky écrit lui avoir obtenu une aide de 300 francs de la part du comité de la rue Amelot (qui soutenait ainsi une quarantaine d'artistes à ce moment-là).
En 1943, elle tente de rejoindre l'Espagne avec de faux documents mais est arrêtée à Marseille par la police du régime de Vichy, emprisonnée à Toulouse et internée dans le camp de transit de Drancy. Le 18 juillet 1943, elle est déportée au camp de concentration d'Auschwitz-Birkenau dans le convoi no 57, en date du 18 juillet 1943, et assassinée à son arrivée. Elle est âgée de 40 ans. Sa dernière adresse est au 1 rue de la Palad à Marseille.

## Galerie

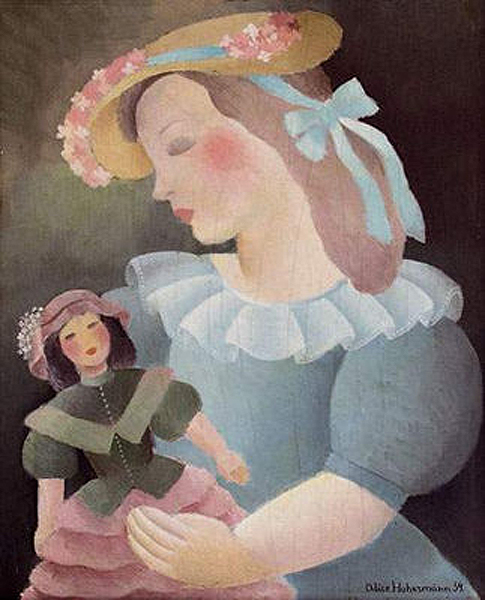
Dziewczynka z lalką (Fille à la poupée), 1934.
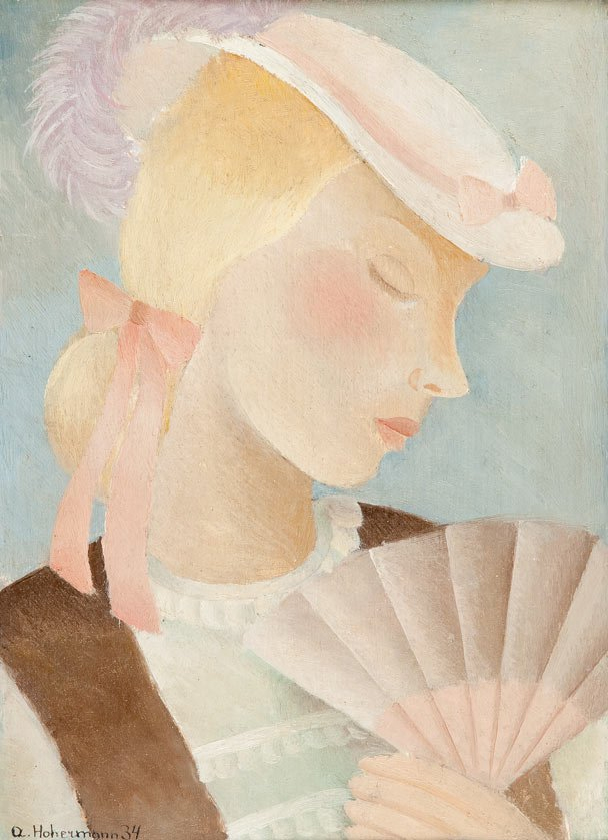
sans titre, 1934.
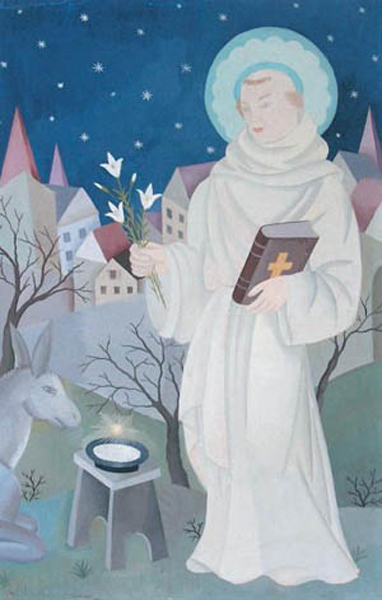
Św Franciszek z Assyżu (François d'Assise), 1934.
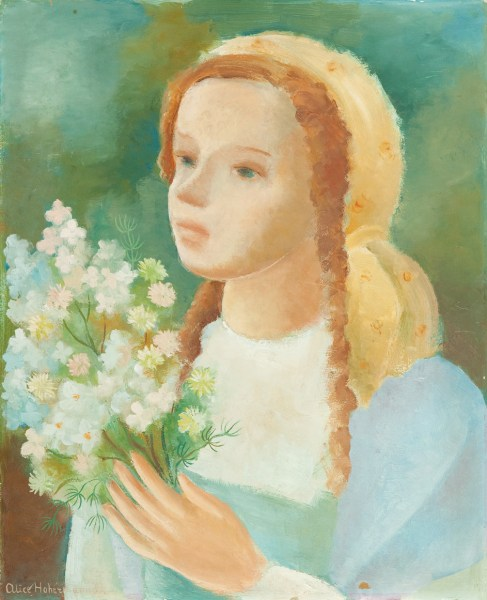
Dziewczynka z kwiatkami (Fille avec fleurs), 1939.
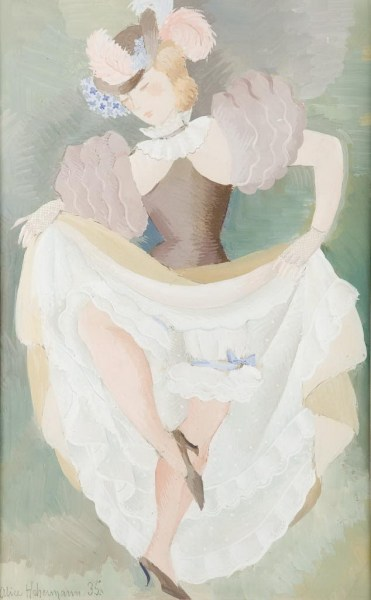
Tancerka z kabaretu (Danseuse de cabaret), 1935.
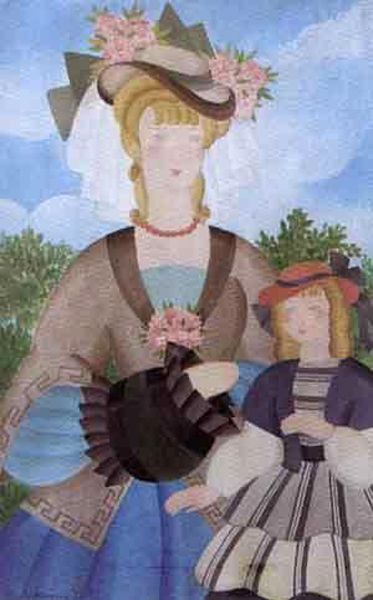
Mère et fille au jardin, 1932.